# Sabine Eggerth
Sabine Eggerth (* 9. Juni 1943 in Berlin; † 28. Januar 2017) war eine deutsche Schauspielerin und Synchronsprecherin.

## Biografie
Eggerth debütierte 1953 als Zehnjährige in der Rolle als Pünktchen in der Erich-Kästner-Verfilmung Pünktchen und Anton.
1962 war sie in dem Fernsehspiel Warten auf Bodo, 1963 in Orden für die Wunderkinder und 1969 in der 18-teiligen Fernsehserie Salto Mortale zu sehen. Sie arbeitete ferner als Synchronsprecherin für Yvette Mimieux in Die Zeitmaschine (1960), Susannah York in Einst ein Held, Lee Remick in Wilder Strom, Romy Schneider in Was gibt’s Neues, Pussy? und Barbra Streisand in Funny Girl, Hello Dolly!, Is’ was, Doc?, Funny Lady und Was, du willst nicht?.
Eggerth wanderte in den 1970er Jahren in die USA aus. Verheiratet war sie mit dem Regisseur Rolf von Sydow, mit dem sie auch eine gemeinsame Tochter hatte.

## Filmografie (Auswahl)
- 1953: Pünktchen und Anton
- 1953: Das Mädchen mit den Schwefelhölzern
- 1954: Maxie
- 1955: Seine Tochter ist der Peter
- 1956: Solange noch die Rosen blühn
- 1959: So angelt man keinen Mann
- 1962: Dicke Luft
- 1962: Warten auf Bodo
- 1963: Der Hexer
- 1963: Orden für die Wunderkinder
- 1967: Der dritte Handschuh, Fernseh-Kriminalfilm, 2 Teile
- 1968: Meinungsverschiedenheiten
- 1968: Schatzsucher unserer Tage, Fernsehserie
- 1969: Salto Mortale